# Buchenau (Eiterfeld)
Buchenau ist ein Ortsteil der Marktgemeinde Eiterfeld im osthessischen Landkreis Fulda.

## Geographie
Buchenau liegt in einem Tal am nördlichen Rand der Rhön. Durch den Ort fließt die Eitra, ein Nebenfluss der Haune, die in Bad Hersfeld in die Fulda mündet. Drei Schlösser, eine historische Kirche und zahlreiche Fachwerkhäuser prägen das Gesicht dieses Ortes.

## Geschichte

### Ortsgeschichte
Die älteste bekannte Erwähnung von Buchenau als Buochon aus dem Jahr 948 in einer Urkunde von Otto I. gilt als nicht gesichert. Im Jahre 1217 erschien erstmals der Name Buchenau als Sitz des gleichnamigen Adelsgeschlechts. Die Ritterschaft von Buchenau, die unter Eberhard von Buchenau im späten Mittelalter ihren Höhepunkt erreicht hatte, starb 1815 durch den Selbstmord des 18-jährigen Ludwig Karl von Buchenau im Mannesstamm aus. 1572 erfolgte der Bau des Spiegel-Schlosses durch Eberhard von Buchenau und 1578 ließ Conrad Hermann von Buchenau das Seckendorff-Schloss erbauen. Beide Schlösser liegen zusammen innerhalb eines Wallgrabens und einer doppelten Mauer und werden als „Alte Burg“ bezeichnet. 1611 bis 1618 wurde das Schloss Buchenau erbaut. Die heute gebräuchlichen Namen der drei Buchenauer Schlösser (Spiegel-Schloss, Seckendorff-Schloss und Schenck-Schloss) stammen jeweils von den ehemaligen bzw. jetzigen Besitzern.
Buchenau wurde um das Jahr 1555 protestantisch. Als 1629 der fuldische Abt Johann Bernhard Schenk zu Schweinsberg die katholische Kirchenverfassung wieder einsetzen wollte, protestierte die Familie von Buchenau und floh vorübergehend nach Bad Hersfeld. Hierdurch blieb Buchenau protestantisch, obwohl im dann wieder katholischen Stiftsgebiet gelegen.

### Das Gericht Buchenau
Das „Gericht Buchenau“ bezeichnete die Herrschaft der Herren von Buchenau. Das Gericht stand unter der Grundherrschaft der Abtei Fulda und umfasste neben Buchenau die Orte Bodes, Branders, Erdmannrode, Fischbach, Giesenhain und Soislieden.

### Braunkohleabbau
Möglicherweise wurde bereits um 1890 in Buchenau Braunkohle gefördert, worauf eine Abbaugenehmigung des „Oberbergamtes Clausthal-Zellerfeld/Harz für den Bergbau“ im Oktober 1874 hindeutet. Gesichert ist jedoch, dass von 1922 bis 1924 und nochmals von 1945 bis 1950 Braunkohle unter Tage abgebaut wurde. Bis zu 70 Kumpel arbeiteten in etwa 320 Metern Tiefe und produzierten täglich 18 Tonnen. Betreiber war die Firma Iffland & Koch aus Bad Hersfeld. 1950 wurde der Betrieb eingestellt, weil es in den Vorjahren Wassereinbrüche in den Stollen gab und weil der Absatz für die geförderte Rohkohle einbrach, da die Konkurrenz inzwischen die beliebteren Briketts anbot.

### Hessische Gebietsreform
Am 1. August 1972 wurde die bis dahin selbständige Gemeinde Buchenau, die ab 1. Januar 1970 auch den Ortsteil Giesenhain umfasste, im Zuge der Gebietsreform in Hessen kraft Landesgesetz in die Gemeinde Eiterfeld eingemeindet. Für Buchenau und Gieselhain wurden, wie für alle ehemals eigenständigen Gemeinden von Eiterfeld, ein Ortsbezirk mit Ortsbeirat und Ortsvorsteher nach der Hessischen Gemeindeordnung gebildet.

## Bevölkerung

### Einwohnerentwicklung
| Buchenau: Einwohnerzahlen von 1834 bis 2015 | Buchenau: Einwohnerzahlen von 1834 bis 2015 | Buchenau: Einwohnerzahlen von 1834 bis 2015 | Buchenau: Einwohnerzahlen von 1834 bis 2015 | Buchenau: Einwohnerzahlen von 1834 bis 2015 |
| --- | ------------------------------------------- | ------------------------------------------- | ------------------------------------------- | ------------------------------------------- |
| Jahr |                                             |                                             |                                             | Einwohner                                   |
| 1834 | 1834                                        |                                             | 876                                         | 876                                         |
| 1840 | 1840                                        |                                             | 852                                         | 852                                         |
| 1846 | 1846                                        |                                             | 846                                         | 846                                         |
| 1852 | 1852                                        |                                             | 745                                         | 745                                         |
| 1858 | 1858                                        |                                             | 726                                         | 726                                         |
| 1864 | 1864                                        |                                             | 675                                         | 675                                         |
| 1871 | 1871                                        |                                             | 527                                         | 527                                         |
| 1875 | 1875                                        |                                             | 565                                         | 565                                         |
| 1885 | 1885                                        |                                             | 443                                         | 443                                         |
| 1895 | 1895                                        |                                             | 402                                         | 402                                         |
| 1905 | 1905                                        |                                             | 415                                         | 415                                         |
| 1910 | 1910                                        |                                             | 387                                         | 387                                         |
| 1925 | 1925                                        |                                             | 455                                         | 455                                         |
| 1939 | 1939                                        |                                             | 433                                         | 433                                         |
| 1946 | 1946                                        |                                             | 690                                         | 690                                         |
| 1950 | 1950                                        |                                             | 712                                         | 712                                         |
| 1956 | 1956                                        |                                             | 642                                         | 642                                         |
| 1961 | 1961                                        |                                             | 620                                         | 620                                         |
| 1967 | 1967                                        |                                             | 666                                         | 666                                         |
| 1970 | 1970                                        |                                             | 637                                         | 637                                         |
| 1980 | 1980                                        |                                             | ?                                           | ?                                           |
| 1990 | 1990                                        |                                             | ?                                           | ?                                           |
| 2000 | 2000                                        |                                             | 454                                         | 454                                         |
| 2005 | 2005                                        |                                             | 412                                         | 412                                         |
| 2010 | 2010                                        |                                             | 410                                         | 410                                         |
| 2011 | 2011                                        |                                             | 432                                         | 432                                         |
| 2015 | 2015                                        |                                             | 370                                         | 370                                         |
| Datenquelle: Historisches Gemeindeverzeichnis für Hessen: Die Bevölkerung der Gemeinden 1834 bis 1967. Wiesbaden: Hessisches Statistisches Landesamt, 1968. Weitere Quellen: ; Gemeinde Eiterfeld; Zensus 2011 |                                             |                                             |                                             |                                             |

### Historische Religionszugehörigkeit
Quelle: Historisches Ortslexikon
- 1885: 311 evangelische (= 70,20 %), 118 katholische (= 26,64 %), 14 jüdische (= 3,16 %) Einwohner
- 1961: 480 evangelische (= 77,42 %), 125 katholische (= 20,16 %) Einwohner

## Kultur und Sehenswürdigkeiten

### Bauwerke

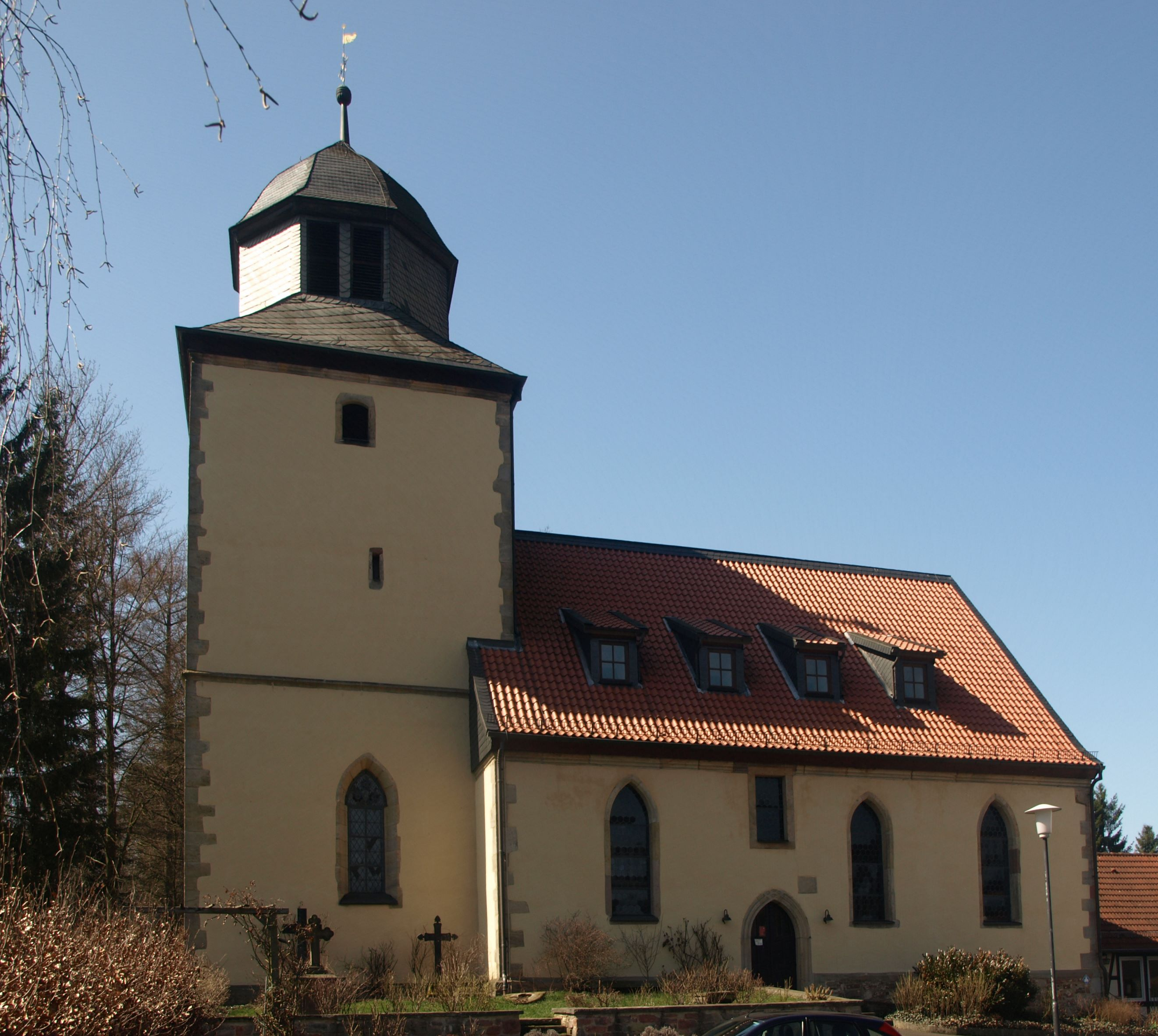
Die ev. Kirche von 1573

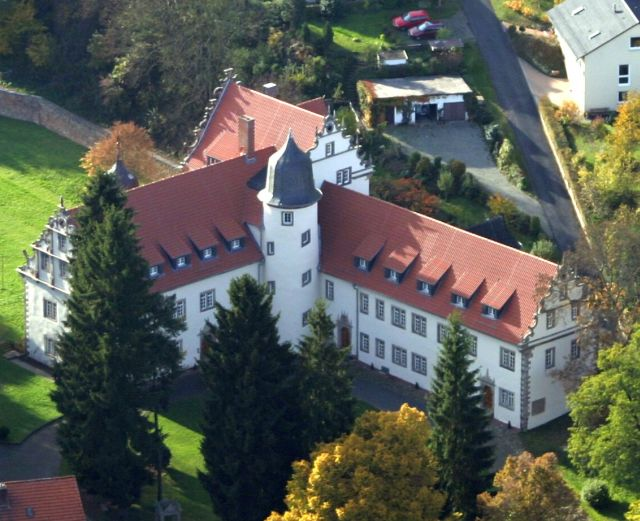
Luftaufnahme Schloss Buchenau

Das Generalshaus

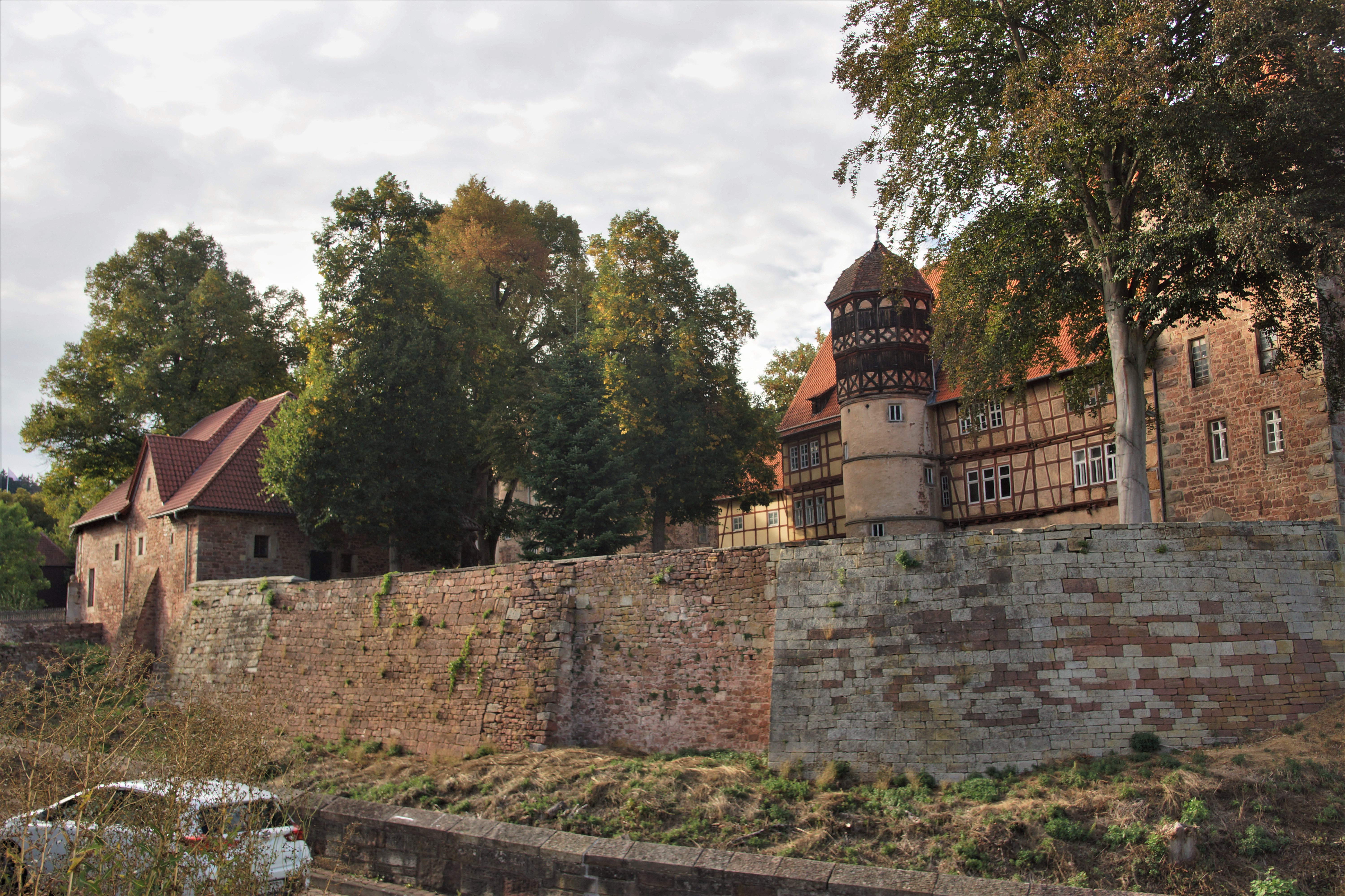
Seckendorffschloss Buchenau

#### Evangelische Kirche
Die evangelische Kirche wurde in den Jahren 1568 bis 1573 durch Eberhard von Buchenau erbaut. Es handelt sich um einen schlichten Saalbau mit Chorturm mit einer Turmhaube von 1820. Die Innenraumgestaltung stammt aus der Zeit von 1800 und ist mit dreiseitigen, zweigeschossigen Emporen ausgestattet. Erwähnenswert sind zwei Holzreliefs von einem Altarschrein, mehrere Grabdenkmäler im Chor aus dem 16. bis 19. Jahrhundert sowie die Orgel von 1787.

#### Schloss Buchenau, auch „Schenckschloss“ genannt
Beim Schloss Buchenau handelt es sich um einen zweiflügeligen Schlossbau im Weserrenaissancestil. Erbaut wurde es 1611 bis 1618 von Georg Melchior von Buchenau (mit Frau Agnes von Schwalbach). 1694 erwarb die Familie von Schenck zu Schweinsberg das Schloss und deren Mitglieder wohnten darin bis 1912. Seit 2000 wird darin ein Tagungshotel betrieben.

#### Generalshaus
Das Generalshaus ist ein im Jahre 1550 erbautes Fachwerkhaus und war unter anderem einmal die Renterei für das Schenckschloss. Vermutlich wurde das Haus von Georg von Buchenau (1535 bis 1563) und seiner Frau Susanne von Mansbach erbaut. Ein Eckstein ist mit dem Wappen von Buchenau und dem Wappen von Mansbach versehen. Ein Turm wurde 1904 als Kopie des Turmes auf der Wartburg in Eisenach gebaut. Das Sandsteinportal ist mit den Allianzwappen von Buchenau und der von Schenck zu Schweinsberg versehen. Das Generalshaus ist das Haupthaus des Bereiches 'Obere Burg'. Seinen Namen hat es von einem General der Schenck zu Schweinsberg.

#### Spiegelschloss
Das Spiegelschloss ist ein zweiflüglicher Schlossbau im Renaissancestil und liegt direkt neben dem Seckendorffschloss. Um den zurzeit fortschreitenden Verfall des Schlosses zu stoppen, wären dringend bauliche Maßnahmen erforderlich. Nachdem 1694 bis 1710 das Schloss an die Familie von Boyneburg verkauft wurde, erbten es zwei Generationen weiter die Familie von Warnsdorf. Wieder zwei Generationen weiter erbte es die Familie von Spiegel. 1878 kaufte es dann die Familie von Seckendorff. Inzwischen ist es wie das Seckendorffschloss an die Familie von Rotenhan weiter vererbt worden.

#### Seckendorffschloss
Das Schloss wurde in mehreren Jahrhunderten errichtet bzw. angebaut und bietet heute einen sehr gemischten Baustil. Der letzte größere Anbau stammt aus der Renaissancezeit, aber man erkennt auch noch gut die ursprüngliche Burg. Nach Osten wurde an einen bestehenden Turm ein Weiterer angebaut. Beide Türme sind rechteckig und vermutlich 1578 durch einen Stein-/Fachwerkbau zum heutigen Aussehen ergänzt worden. Nach dem Ableben von Sigmund & Ursula von Seckendorff wurde das Schloss an die Enkelin vererbt. Deren Erben, die Familie von Rotenhan, verkaufen das Schloss 2021 an Dr. Meinolf Schultebraucks.

### Vereine
- Freiwillige Feuerwehr Buchenau
- Gemischter Chor Buchenau
- Schützenverein Buchenau-Giesenhain
- Sportverein SG Buchenau
- Heimatverein Wir in Buchenau im Eitratal

## Windpark
Im Herbst 2016 wurden fünf Windräder in Betrieb genommen. Die Anlagen waren von der Abo Wind GmbH in Auftrag gegeben, aber kurz nach der Inbetriebnahme übernahm sie die Aachener Stadtwerke-Gesellschaft Trianel Erneuerbare Energien GmbH & Co. KG. Die Anlagen werden unter der Bezeichnung Trianel Windpark Buchenau GmbH & Co. KG betrieben. Es sind Anlagen des Typs Vestas V126-3.45 mit einer Gesamtleistung von 17,25 Megawatt.
Die Buchenau Wind GmbH & Co. KG gab 10 Anlagen in Auftrag. Die Buchenau Wind GmbH & Co. KG gehört jeweils zu 50 % der Thüga Erneuerbare Energien GmbH & Co. KG und der RhönEnergie Erneuerbare GmbH. Diese Anlagen sind vom Typ Enercon E-115 und haben eine Nennleistung von jeweils 3 Megawatt.